# علنج وبري
علنج وبري (الاسم العلمي:Alangium villosum) هو نوع من النباتات يتبع جنس العلنج من الفصيلة القرانية.